# 薩芬 (格勞賓登州)

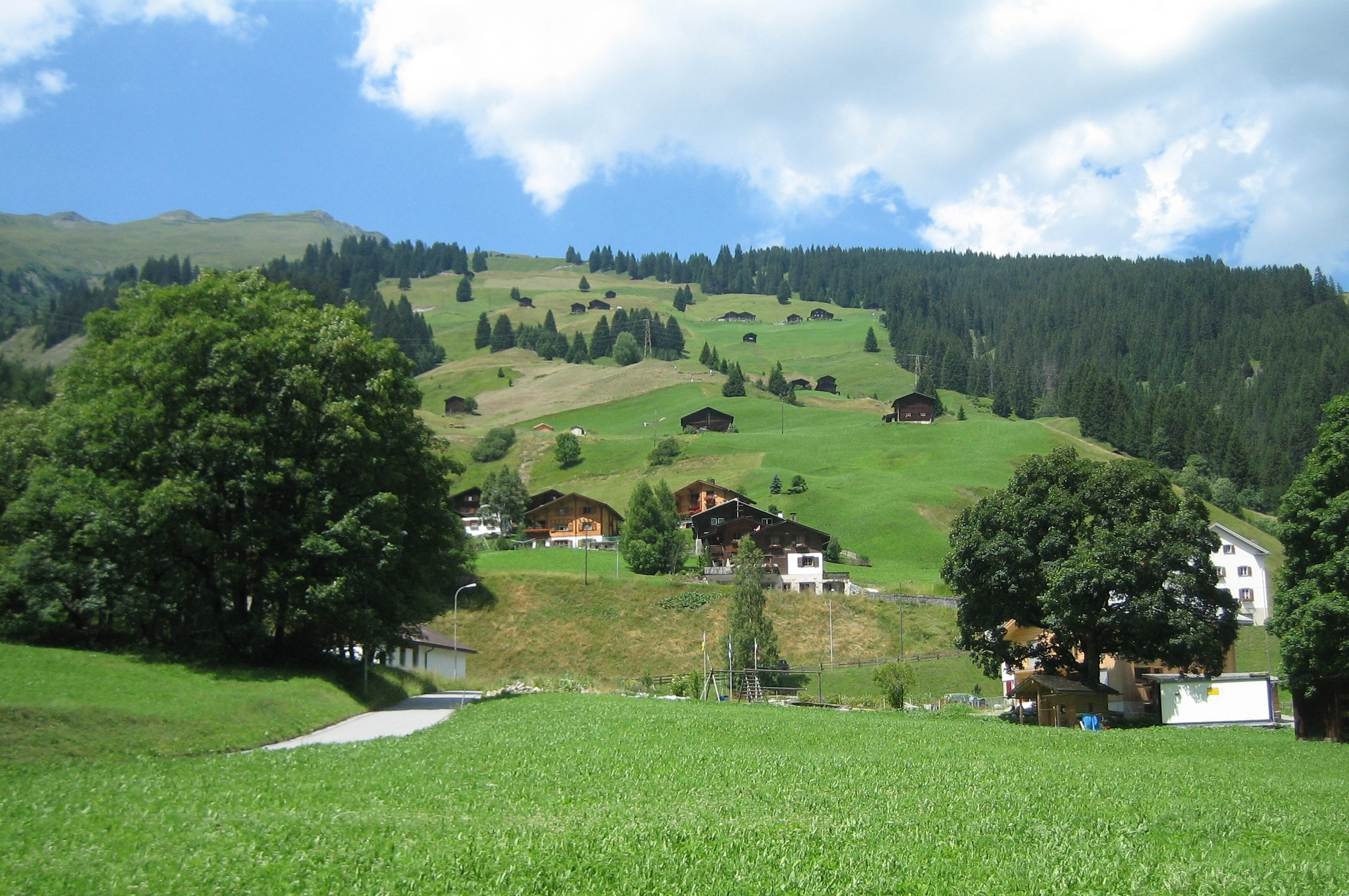

薩芬是瑞士的城鎮，位於該國東部，由格勞賓登州負責管轄，面積100.6平方公里，四成半土地用於農業，海拔高度1,315米，2011年人口294，人口密度每平方公里28人。

## 外部連結
- Official website (in German)